# Fürstentum Sluzk
Das Fürstentum Sluzk, ab 1395 Fürstentum Sluzk-Kopyl, war ein Fürstentum um die Stadt Sluzk im heutigen Belarus. 1161/1162 wurde es erstmals erwähnt; von 1387 bis 1791 war es ein wichtiger Teil des Großfürstentums Litauen.

## Geschichte

### Kiewer Rus
Die Burg Sluzk wurde 1116 erstmals erwähnt.
1149 übergab Juri Dolgoruki Sluzk an den Fürsten von Sewerien Swjatoslaw Olgowitsch.
1161 wurde Wladimir Mstislawitsch († 1171) als erster und einziger Fürst von Sluzk in dieser Zeit erwähnt. Er war ein Enkel von Wladimir Monomach. Eine Koalition unter Führung seines Bruders, des Kiewer Großfürsten Rostislaw Mstislawitsch, kämpfte gegen ihn und vertrieb ihn 1162 aus Sluzk. Danach gehörte das Gebiet zum Fürstentum Turow.

### Großfürstentum Litauen
1320 kam das Gebiet zum Großfürstentum Litauen. Für 1387 wurde einmalig ein Juri als Fürst von Sluzk genannt, wahrscheinlich aus dem Hause der Fürsten von Pinsk oder Turow.
1395 übergab der litauische Großfürst Vytautas das Fürstentum Sluzk und Kopyl an den Fürsten von Kiew Wladimir Olgerdowitsch, Sohn von Großfürst Algirdas und Halbbruder des polnischen Königs Jagiello. Bis zum Ende seines Bestehens blieb das Fürstentum Sluzk und Kopyl bei dessen Nachkommen. Seinem Sohn Olelko und dessen Sohn Simon gelang es ebenfalls, Fürsten von Kiew zu werden.
1507 wurde das Fürstentum in den Powiat Nowogrodek in der Woiwodschaft Nowogrodek eingegliedert, behielt aber eine weitgehende Eigenständigkeit in administrativen, juristischen, militärischen und anderen Belangen. 1569 wurde es Teil der neuen vereinigten Adelsrepublik Polen-Litauen.
1612 kam das Fürstentum durch die Ehe von Janusz Radziwiłł mit Sophia, Fürstin von Luzk und Kopyl aus dem Geschlecht Olelkowicz Słucki an die Familie der Fürsten von Radziwiłł.
Für das Jahr 1756 gab es letzte bekannte Hinweise auf die Fürsten von Sluzk und Kopyl in einem Adelsverzeichnis, in dem das Symbol des Hauses in einem Wappen enthalten war.
1791 wurde der Powiat Sluzk in der Woiwodschaft Nowogrodek geschaffen. Spätestens zu diesem Zeitpunkt endet das Fürstentum, das zu den wichtigen Herrschaften in der polnisch-litauischen Adelsrepublik gezählt hatte. 1793 kam das Gebiet nach der zweiten Teilung Polens zu Russland als Ujesd Sluzk im Gouvernement Minsk.
1832 kam die Stadt Sluzk nach dem Tod von Stephanie von Radziwiłł, der letzten Angehörigen des Hauses, an deren Mann Graf Ludwig von Wittgenstein, der sie 1847 an den Staat übergab.

## Territorium
Das Fürstentum Sluzk erstreckte sich von der Memel und Lana bis zum Ptitsch und Prypjat.
Wichtige Orte waren Sluzk, Kopyl, Petrikow, Timkowitschi, Uretsche, Ljuban, Starye Dorogi, Umgowitschi, Tal, Pogost und andere.
1612 gehörten die Städte Sluzk und Kopyl, die Städtchen Romanow (Lenino), Starobin, Ljuban und 32 Vorwerke dazu.

## Fürsten von Sluzk

### Fürsten von Sluzk
- Wladimir Mstislawitsch (1161–1162)[5]
- Juri (1387)[6]

### Fürsten von Sluzk und Kopyl
- Wladimir Olgerdowicz (1395–1398)[7], Sohn von Algirdas
- Olelko (Alexander) (1399–1443)[8], Sohn von Wladimir
- Simon (1443–1454)[9], Sohn von Olelko
- Michael (1454–1481), Sohn von Olelko
- Simon I. (1481–1503), Sohn von Michael
- Anastasia (1505– ), Witwe von Simon, Regentin für Juri I.
- Juri I. (1505–1542), Sohn von Simon und Anastasia
- Simon II. (1542–1560), Sohn von Juri I.
- Juri II. (1560–1578), Sohn von Juri I.
- Juri III. (1578–1586), Sohn von Juri II., Magnat (Aufteilung des Gebietes)
  - Jan Simon (1578–1591), Sohn von Juri II. (Aufteilung des Gebietes)
  - Alexander (1578–1592), Sohn von Juri II. (Aufteilung des Gebietes)
- Sophia (1586–1612), Tochter von Juri III.
- Janusz Radziwiłł (1612–1620), Ehemann von Sophia, Magnat
- Bogusław Radziwiłł (1620–1669), Sohn von Sophia und Janusz, Magnat